# Natalio Rivas Santiago
Natalio Rivas Santiago (Albuñol, Granada, 8 de marzo de 1865-Madrid, 16 de enero de 1958), fue un abogado, político liberal y escritor español.

## Biografía

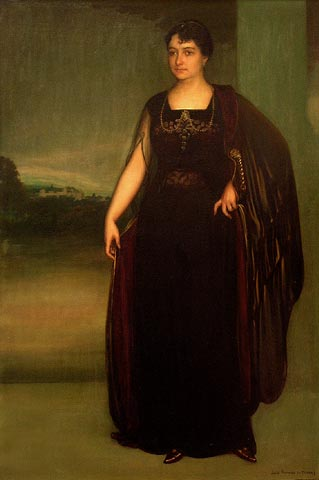
Concepción Ruiz Frías (1910), por Julio Romero de Torres. Museo Julio Romero de Torres de Córdoba (España).

Hijo de Francisco Rivas González, registrador de la propiedad de Albuñol, y de María Teresa Santiago Gómez. Tras licenciarse en Derecho por la Universidad de Granada (1885) ejerció de juez municipal en Albuñol (1890). Casado con Concepción Ruiz Frías, fueron padres del arquitecto Pedro Rivas Ruiz.

## Trayectoria
Fue presidente de la Diputación de Granada (1893); concejal y teniente de alcalde en el Ayuntamiento de Madrid (1900); subsecretario de la Presidencia (1906) con Segismundo Moret; director general de Comercio en el gobierno de José Canalejas de 1910; subsecretario de Instrucción Pública con el ministro Julio Burell (1913) y más tarde con Santiago Alba en 1918 y ministro de Instrucción Pública y Bellas Artes entre el 21 de diciembre de 1919 y el 5 de mayo de 1920 en el gobierno que presidió Manuel Allendesalazar.
Miembro del Partido Liberal, fue diputado por Órgiva en todas las legislaturas entre 1901 y 1923. Durante la Segunda República obtuvo escaño por Granada en las Cortes en las elecciones de 1936, y con la dictadura del general Franco fue designado procurador en Cortes por el jefe del Estado en 1949, 1952 y 1955.

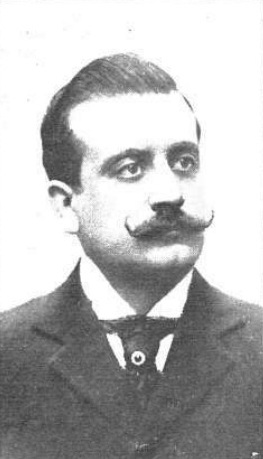
Fotografiado por Franzen.

A pesar de sus ideas liberales, mantuvo amistad con el tribuno carlista Juan Vázquez de Mella y solía reunirse en su casa, donde formaban tertulia con el padre Bocos, el clérigo catalán Antonio Salas, Álvaro Maldonado, Fernando Galetti y otros durante la década de 1900. Según Rivas, le unía a los carlistas «la fe religiosa y el amor a España».
Falleció en Madrid el 16 de enero de 1958.

## Obra
Su obra literaria está compuesta entre otros por los siguientes títulos: 
- La Escuela de Tauromaquia de Sevilla y otras curiosidades taurinas (1939)
- Anécdotas y narraciones de antaño (1943),
- Anecdotario histórico contemporáneo (1944-1950),
- Luis López Ballesteros, gran ministro de Fernando VII (1945).
- Toreros del Romanticismo: (Anecdotario taurino) (1947).
- Estampas del siglo XIX (1947),
- Miscelánea de episodios históricos (1950) y

## Distinciones
Elegido académico de la Historia en 1940, su discurso de entrada versó sobre el guerrillero de la Guerra de la Independencia Juan Fernández Cañas, conocido por "el tío Caridad o "El Alcalde de Otívar".
El municipio almeriense de Adra cuenta con el honor de llamar a su calle principal Natalio Rivas, popularmente conocida como "la carrera", en honor al alpujarreño.